# L'Aristo
Pour plus de détails, voir Fiche technique et Distribution.
L'Aristo est un film français réalisé par André Berthomieu et sorti en 1934.

## Fiche technique
- Titre : L'Aristo
- Réalisation : André Berthomieu
- Scénario : André Berthomieu, Georges Dolley
- Photographie : Georges Benoît, René Ribault
- Montage : Jacques Desagneaux
- Musique : Georges Van Parys
- Décors : Robert Gys, Jean d'Eaubonne
- Producteur : Émile Doremeaux
- Société de production :  Films de France
- Société de distribution : Films de France
- Pays d'origine :  France
- Format : Noir et blanc — 35 mm — 1,37:1 — Son : Mono
- Genre : Comédie
- Durée : 77 minutes (1 h 17)
- Dates de sortie :
  - France : 7 septembre 1934

## Distribution
- André Lefaur : L'Aristo
- Raymond Cordy : Bému
- Josette Day : la fille
- Marguerite Moreno : l'ex-comtesse
- André Roanne : le gendre
- Louis Florencie : l'ambassadeur
- Marcelle Parisys : Emeralda
- Gaston Dubosc
- Pierre Moreno